# Eulamprus leuraensis
Eulamprus leuraensis är en ödleart som beskrevs av  Wells och WELLINGTON 1983. Eulamprus leuraensis ingår i släktet Eulamprus och familjen skinkar. IUCN kategoriserar arten globalt som starkt hotad. Inga underarter finns listade i Catalogue of Life.